# Sweet病
Sweet病（スウィートびょう）は、発熱、末梢好中球増加、好中球浸潤性紅斑を三徴とする疾患である。好中球性皮膚症ともいう。上気道感染を起こした後に四肢、顔面に暗赤色の隆起局面が単発、多発する。関節リウマチをはじめ自己免疫性疾患や、骨髄異形成症候群（MDS）や白血病といった血液腫瘍を合併することが多く、デルマドロームの一つと考えられている。
Sweet病では皮膚のみならず様々な臓器に炎症性の病変が生じることが知られており、脳炎や髄膜炎を併発した場合は神経Sweet病（neuro-Sweet disease）と呼ばれ、ステロイド系抗炎症薬の投与で良好な経過をとることが多いとされる。ヒト白血球型抗原（HLA）のタイプでB54とCw1の頻度が際立って高いことなどが知られているが、これらを含む複数の危険因子が発症に関与していることが示唆されている。類縁疾患である神経ベーチェット病（neuro-Behçet’s disease）とは頻度の多いHLAは異なるが（B51）、他の危険因子を共有する一つの疾患スペクトラムを構成していると考えられている。

## 治療
ステロイド、コルヒチン、シクロスポリンなどが用いられる。

## その他の好中球性皮膚疾患
- ベーチェット病
- 壊疽性膿皮症/蜂巣炎
- 角層下膿疱症
- 持久性隆起性紅斑

特に好中球増加症を認めれば、Sweet病、壊疽性膿皮症、ベーチェット病を疑う。そしてこれらの三疾患は潰瘍性大腸炎を合併することが多い。